# Giuseppe Valerga
Giuseppe Valerga (Loano, 9  de abril de 1813 – Jerusalén, 2 de diciembre de 1872) fue un obispo italiano, primer patriarca latino de Jerusalén residente tras la restauración de la sede por Pío IX en 1847 y desde el tiempo de las cruzadas.

## Biografía

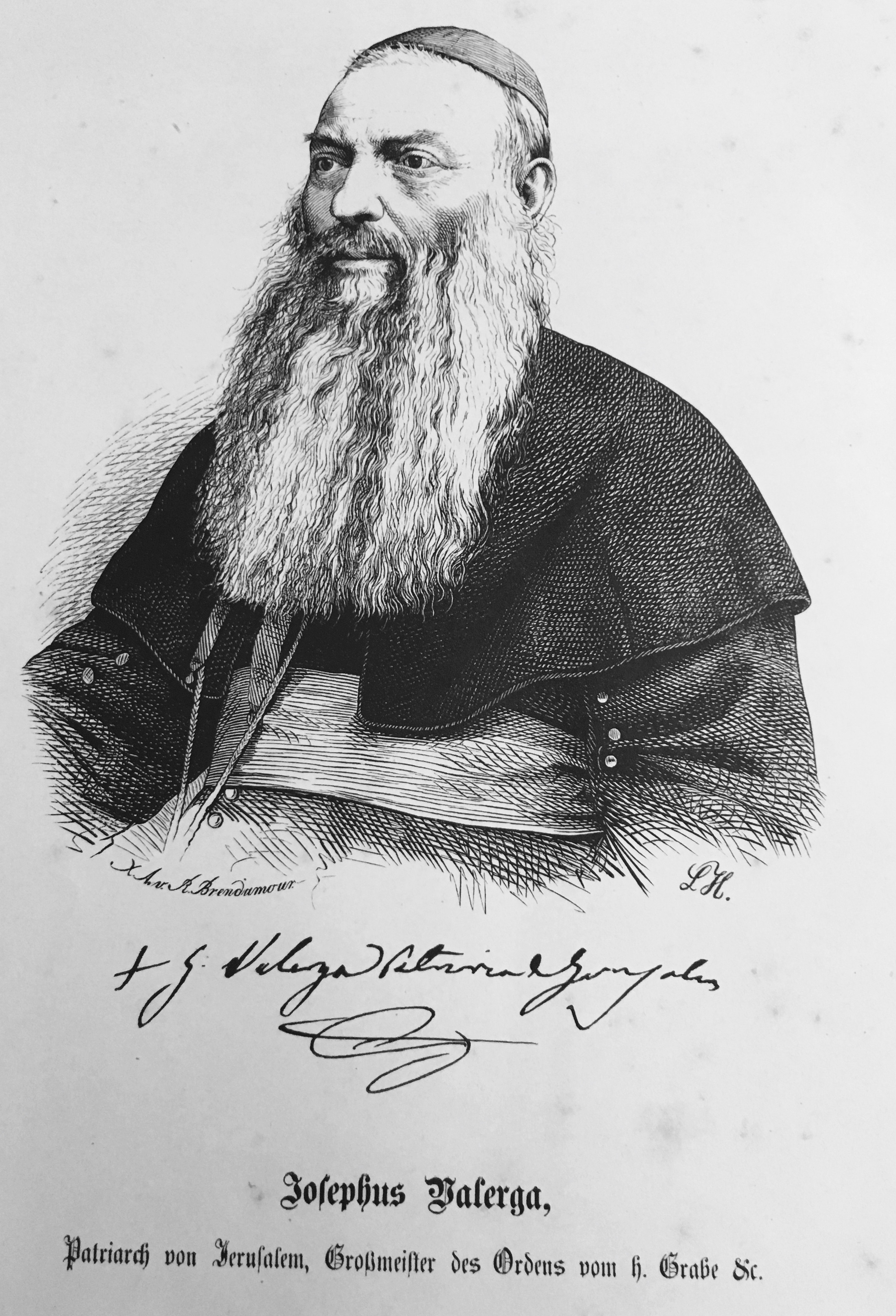
Retrato y firma de Giuseppe Valerga, extraído por el libro La Orden del Santo Sepolcro de Jakob Hermens (Schwann'sche Verlagsbuchhandlung, Colonia y Neuss, 1870)

### Infancia y estudios
Nacido en Loano el 9 de abril de 1813, era el séptimo de dieciocho hijos, nueve de los cuales murieron en la infancia. Cuando era niño tuvo problemas para ser amamantado a la vez que sufrió problemas del habla hasta que un día desapareció la dificultad.
Llegada la edad escolar, la familia no tenía las posibilidades económicas necesarias para mandarlo a estudiar con los Padres de los Colegios Píos de Finalborgo. Una benefactora lo mantuvo en su propia casa permitiéndole así asistir al colegio. A la vez, Giuseppe maduraba en su sentimiento cristiano: a menudo iba a la iglesia a rezar. Durante las vacaciones volvía a casa, pero continuaba estudiando, llevándose los libros también al mar. En el mar se arriesgó a perder la vida dos veces. La primera de estas fue rescatado por un marinero. La segunda, yendo a pescar con unos amigos con el mar alterado. El estudio y el mar eran por lo tanto sus dos mayores pasiones.
Sus amigos, que conocían otros ocios, trataron de arrastrarlo una noche a una fiesta, pero él quedó horrorizado de los bailes desenfrenados. Su integridad de espíritu se manifestó por lo tanto desde su juventud.
Al término de los estudios escolares decidió entrar en el seminario. También aquí los altos gastos fueron demasiado para su familia, por lo que debió adaptarse a un régimen de renta reducida que implicaba peor trato y vivienda. Todos los estudiantes del seminario de Albenga recibían, sin embargo, la misma preparación teológica. Adicionalmente al estudio, Giuseppe se abrió paso en el camino de la poesía. 
Debido al tratamiento inferior por la renta reducida, las raciones de comida también eran escasas. Un día estas resultaron tan pobres que causaron un levantamiento. Los seminaristas "de renta reducida" eligieron como portavoz a Giuseppe, pero no lograron hacer nada ya que el obispo había recibido ya la noticia. Recibieron como castigo la obligación de cenar de rodillas y Giuseppe fue expulsado un año del seminario. Solo sería readmitido a condición de que aprobara un examen que acreditara su preparación y buena conducta.

### Estudios en Roma y salida para la Siria
Vuelto a Loano continuó estudiando solo, pero al final del año de expulsión no quiso hacer el examen para volver al seminario. Considerando que en Albenga esto tendría repercusión en sus estudios, decidió trasladarse a Roma con cuatro de sus hermanos. 
Después de superar vicisitudes y dificultades, incluida la obtención del permiso de sus padres, el obispo y el municipio de Loano, los cinco comenzaron sus estudios romanos. Sólo Giuseppe los concluyó, licenciándose en teología y derecho con mención de honor en la Universidad de Roma La Sapienza. Entretanto había estudiado también árabe y hebreo. Se ordenó sacerdote en 1837 con dispensa de edad. Después de algunos encargos en Italia, estuvo listo para partir a las misiones a Medio Oriente con las que siempre había soñado. En 1841 hace la travesía a Siria.

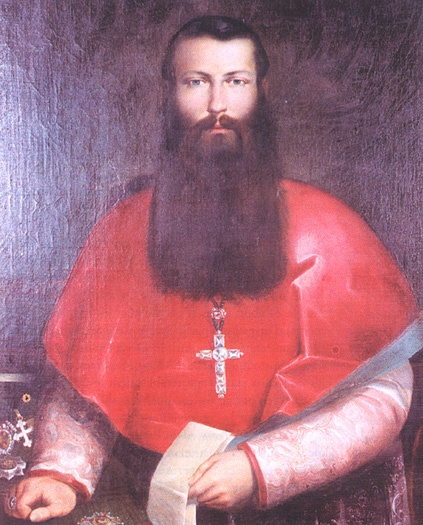
Retrato del patriarca Valerga

### Actividad misionera
Recién desembarcado sufrió la primera decepción: nadie entendía su árabe literario y él mismo no comprendía el árabe hablado por la gente del lugar. Después de trabajar como secretario de monseñor Vilardell, delegado apostólico en Alepo para Siria y Mesopotamia, así como vicario general para Mesopotamia, fue transferido a Mosul, en la frontera con el Kurdistán. Allá pasó al servicio de monseñor Trioche.

### Ordenación episcopal
Fue consagrado obispo en la capilla del Quirinal el 10 de octubre de 1847 por Pío IX. Recibió el encargo de ser el primer patriarca latino residente en Jerusalén desde los tiempos de las cruzadas, a la vez que ejercía el puesto de gran maestre de la Orden del Santo Sepulcro de Jerusalén.
Su llegada a la ciudad santa coincidió con una reactivación del problema de los Santos Lugares que desembocaría en la guerra de Crimea. Valerga compartía los postulados belicistas del nuevo cónsul francés (Paul-Émile Botta), y participó en la elaboración de un plan para reconquistar la influencia católica frente a la Iglesia ortodoxa que contemplaba, en caso de fracasar la vía diplomática, el recurso a una guerra santa inspirada en las cruzadas medievales.
En 1862 se acuerda la construcción de la concatedral de Jerusalén, dedicada al Santísimo Nombre de Jesús. Se erigió como catedral la Iglesia del Santo Sepulcro, pero dado el régimen compartido de esta con diferentes confesiones cristianas, y que dentro de esta se encontraba la cátedra (Katholicon) del patriarca ortodoxo de Jerusalén, se decidió edificar la concatedral para que albergara la cátedra del patriarca latino. Erigió también el Seminario de Beit Jala para la formación de los futuros sacerdotes de Tierra Santa. Participó como padre conciliar en el Concilio Vaticano I, anticipando posiciones, sobre el diálogo interreligioso, que luego se implementará en el siglo siguiente.[cita requerida]

### Muerte
Caritativo hacia los pobres, murió en 1872, el mismo año de la dedicación de la concatedral. El papa ya había decidido elevarlo a cardenal para 1873, pudiendo haber participado en el cónclave de 1878, del que salió León XIII. El cansancio acumulado durante los años posteriores a su incansable actividad lo dejó enfermo varias veces. La última fue el 24 de noviembre de 1872. Murió después de unos días de agonía el 2 de diciembre. Fue enterrado en la Concatedral del Santísimo Nombre de Jesús. Con él se apagó la luz que había revivido el Patriarcado latino de Jerusalén, dejando un gran legado a sus sucesores.

## Honores
- Gran Maestre de la Orden del Santo Sepulcro de Jerusalén ( Santa Sede).